# Řád cti (Řecko)
Řád cti (řecky: Τάγμα Αριστείας της Τιμής) je druhý nejvyšší řád Řecké republiky. Byl založen roku 1975 a nahradil zrušený královský Řád Jiřího I. Udílen je občanům Řecka za vynikající služby vlasti a cizím státním příslušníkům na základě funkce kterou zastávají či osobnímu přínosu ke zvyšování prestiže Řecka. Velmistrem řádu je z titulu své funkce úřadující prezident republiky.

## Historie
Když vojenský režim vládnoucí v Řecku v červnu 1973 zrušil monarchii, byly zákonem č. 179 ze dne 23. září 1973 zrušeny i dva řády nejvíce spojené s monarchistickým režimem, jmenovitě Řád Jiřího I. a Řád dobročinnosti. Řád Jiřího I. měl být nahrazen nově vytvořeným Řádem cti, ale k realizaci došlo až po pádu vojenského režimu.
Po obnovení demokratického zřízení byla zákonem číslo 106 ze dne 7. srpna 1975 O řádech znamenitosti regulována nová struktura státních řádů Řecké republiky. Zároveň byl potvrzen záměr vytvořit Řád cti, který se měl stát druhým nejvyšším řádem hned po Řádu Spasitele. V soutěži o vzhled nového řádu uspěl Konstantinos Kontopanos. Jeho návrh byl potvrzen dekretem prezidenta republiky č. 849 ze dne 11. listopadu 1975. Celkový vzhled a kvalita prvních návrhů však byly shledány nedostatečnými a na konci roku 1976 byla francouzská firma Arthus Bertrand pověřena vytvořením nového designu. Francouzský návrh byl oficiálně přijat v květu 1977 na základě dekretu prezidenta republiky č. 428. Do roku 1978 firma dodala dvě série insignií.
V roce 1980 bylo zadáno řecké firmě vyrobení 200 křížů zjednodušeného vzhledu, ale výsledek opět nebyl uspokojivý. Zbarvení ramen kříže získalo purpurový odstín modré a hlava Athény byla převrácená a špatné kvality. Situace byla vyřešena v říjnu 1984 dekretem prezidenta republiky č. 485, který potvrdil původní vzhled řádu. Od roku 1984 jsou insignie udílené Ministerstvem zahraničních věcí Řecka a prezidentem Řecka vyráběny švýcarskou firmou Guguenin Medailleurs, zatímco řády udílené příslušníkům Ozbrojených sil Řecka jsou vyráběny místními firmami.

## Pravidla udílení
Řád je udílen občanům Řecka za významný boj za vlast, dále vyšším představitelům veřejné správy, předním osobnostem v oblasti umění a literatury, stejně jako významným vědcům, či obchodníkům, podnikatelům v oblasti lodní dopravy či průmyslu. Udělen může být i cizím státním příslušníkům na základě jejich funkce kterou zastávají či jejich osobnímu přínosu ke zvyšování prestiže Řecka.

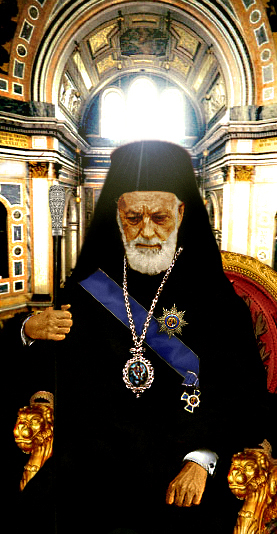
Stuha velkokříže s řádovým odznakem a řádová hvězda vlevo na hrudi.

## Insignie

### První vzhled
Původní design se od toho používaného od roku 1984 lišil v několika bodech: hlava Athény měla jinou podobu, chyběl nápis s heslem a propletená písmena  ΕΔ (iniciály ΕΛΛΗΝΙΚΗ ΔΗΜΟΚΡΑΤΙΑ) byla umístěna mezi rameny kříže. Na zadní straně byl bíle smaltovaný kruh s nápisem ΕΛΛΗΝΙΚΗ ΔΗΜΟΚΡΑΤΙΑ. Navíc byl řádový odznak ke stuze připojen pomocí přívěsku v podobě oválného vavřínového věnce.
Řádová hvězda byla čtyřboká a byl na ni položen centrální medailon z řádového odznaku.

### Francouzský návrh
Podle francouzského návrhu byl mj. změněn vzhled řádové hvězdy. Řádová hvězda získala podobu osmicípé hvězdy, na kterou byl umístěn řádový odznak.

### Podoba užívaná od roku 1984
Řádový odznak má tvar modře smaltovaného zlatě lemovaného kříže. Ve třídě stříbrného kříže je lemován stříbrně. Uprostřed kříže je kulatý tmavě modře smaltovaný medailon se zlatým portrétem Athény. Okolo je bíle smaltovaný kruh se zlatým nápisem Ο ΑΓΑΘΟΣ ΜΟΝΟΣ ΤΙΜΗΤΕΟΣ (pouze spravedliví, by měli být ctěni). Na zadní straně je vyobrazen státní znak Řecka ve zjednodušené formě bíle smaltovaného řeckého kříže na modře smaltovaném pozadí. Okolo je kruhový nápis ΕΛΛΗΝΙΚΗ ΔΗΜΟΚΡΑΤΙΑ (Helénistická republika) a rok založení řádu 1975. Velikost odznaku ve třídě stříbrného a zlatého kříže je 37 mm, u vyšších tříd je velikost 57 mm.
Řádová hvězda je stříbrná osmicípá s rovnými paprsky s řádovým odznakem uprostřed. Na zadní straně je státní znak olemován bíle smaltovaným kruhem se zlatým nápisem ΕΛΛΗΝΙΚΗ ΔΗΜΟΚΡΑΤΙΑ 1975. Řádová hvězda ve třídě velkokomtura je široká 80 mm a ve třídě velkokříže 90 mm.
Stuha je modrá s oranžovými okraji. Šířka stuhy ve třídě velkokříže je 100 mm s oranžovými pruhy o šířce 8 mm. V ostatních třídách je stuha široká 35 mm s oranžovými pruhy o šířce 3 mm.

## Třídy
Řád je udílen v pěti řádných třídách:
- velkokříž (Μεγαλόσταυρος) – Řádový odznak je nošen na široké stuze spadající z pravého ramene na protilehlý bok. Řádová hvězda je nošena nalevo na hrudi.
- velkokomtur (Ανώτερος Ταξιάρχης) – Řádový odznak je nošen na stuze uvázané těsně kolem krku. Řádová hvězda je nošena napravo na hrudi.
- komtur (Ταξιάρχης) – Řádový odznak je nošen na stuze těsně kolem krku. Řádová hvězda této třídě již nenáleží.
- zlatý kříž (Χρυσός Σταυρός) – Řádový odznak je nošen zavěšen na stužce s rozetou nalevo na hrudi.
- stříbrný kříž (Αργυρός Σταυρός) – Řádový odznak je nošen zavěšen na stužce bez rozety nalevo na hrudi.

| Řádové stuhy | Řádové stuhy | Řádové stuhy | Řádové stuhy | Řádové stuhy  |
| ------------ | ------------ | ------------ | ------------ | ------------- |
| velkokříž    | velkokomtur  | komtur       | zlatý kříž   | stříbrný kříž |